# 三浦安子
三浦 安子（みうら やすこ、1938年12月18日 - ）は、日本のドイツ文学・キリスト教学者、東洋大学名誉教授。
富山県立高岡高等学校卒。1961年、東京大学教養学部教養学科ドイツ分科卒、同大学院比較文学比較文化修士課程入学1962年10月、病気休学。1965年9月、西独ハンブルク大学留学。1967年、帰国。1968年、修士課程修了、1972年、博士課程単位取得満期退学。東洋大学文学部専任講師（ドイツ語）、1974年、助教授、1986年、教授、1992年、老人介護のため退職、非常勤講師、1994年、教授復帰、2000年、経済学部教授。2009年、定年退任、名誉教授。

## 著書
- 共生を希い求めて　キリスト教図書出版社、1996
- エルンスト・シュタードラーの抒情詩 ドイツ表現主義抒情詩の先駆け 同学社 2005.10
- 魂の平安を求めて　日本キリスト教団出版局、2009
- 私の今市 自然の中で 日本キリスト教団出版局出版サービス 2009.7
- 聖句を道しるべとして  日本キリスト教団出版局 2010.7

共編著
- 詩を楽しむ 東洋の詩・西洋の詩 近藤裕子 同学社 2008.4

## 翻訳
- 人生の四季 発展と成熟 ポール・トゥルニエ ヨルダン社 1970
- 家庭生活の歓び ボヴェー著作集 4 ヨルダン社 1973
- 現代への祈り 今日を生きる断想と詩篇 イェルク・ツィンク ヨルダン社 1977.1  改題「祈りを求めて」「祈るよろこび」（分冊）
- ボンヘファー/マリーア婚約者との往復書簡 マリーア・フォン・ヴェーデマイアー 高橋祐次郎共訳　新教出版社 1996.12

## 参考
- 三浦安子教授略歴・研究業績「経済論集」2009-3